# Salmo obtusirostris
Salmo obtusirostris és una espècie de peix de la família dels salmònids i de l'ordre dels salmoniformes.

## Hàbitat
Viu en zones d'aigües dolces temperades (43°N-40°N, 18°E-21°E).

## Distribució geogràfica
Es troba a Europa: des de Croàcia i Montenegro fins a l'est d'Albània (principalment, conques fluvials de la mar Adriàtica). És encara freqüent a la conca del riu Neretva.

## Estat de conservació
És amenaçat d'extinció a causa de la sobrepesca, la introducció d'espècies exòtiques i la construcció de preses d'aigua.